# Chiefdom

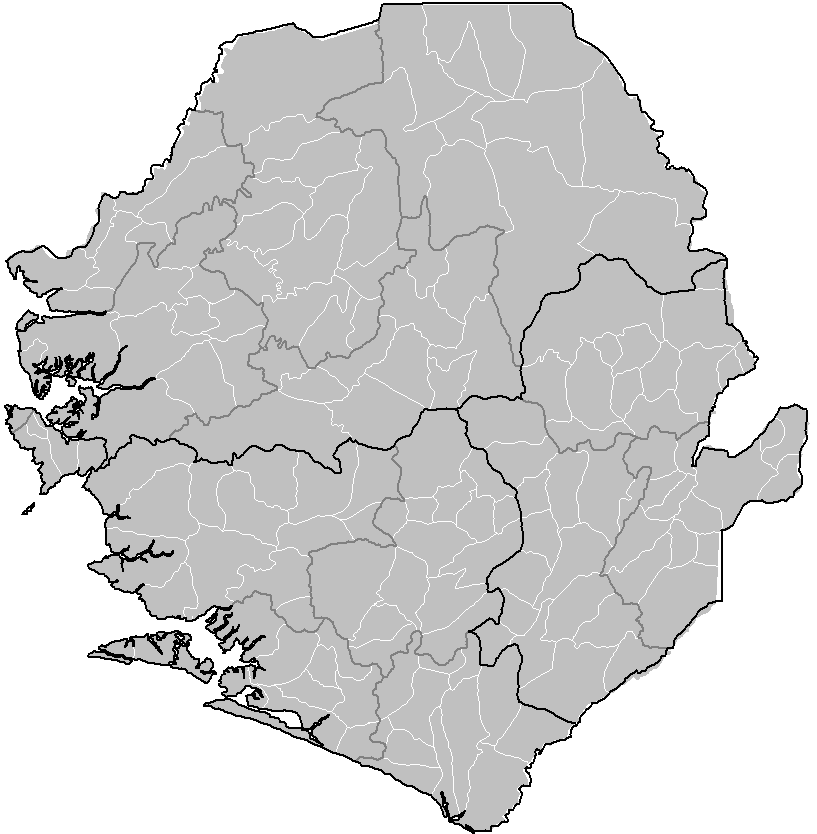
Karte der Chiefdoms in Sierra Leone bis Mitte 2017

Ein Chiefdom (zu Deutsch etwa Stammesfürstentum oder Häuptlingstum) ist ein geografisches Gebiet eines Regierungssystems, das auf der Machtausübung durch einen „Chief“ basiert. Es gründet sich auf dem anthropologischen Gedanken „einer Gruppe von Menschen die sich zum Wohle aller unter Führung eines Einzelnen zusammenschlossen“. Ein Chief vereint zumeist auch die wirtschaftliche Herrschaft auf sich.
Das System des Chiefdoms als lokale Verwaltungseinheit wurde vermutlich Ende des 19. Jahrhunderts in Afrika entwickelt. Die Bezeichnung Chiefdom ist aber bereits mindestens seit dem 12. Jahrhundert aus Irland bekannt. Heutzutage (Stand Juli 2017) findet sich das System der Chiefdoms nur auf nationaler Ebene in:
- Indien,[6]
- Sierra Leone (190 Chiefdoms seit Mitte 2017[7] mit jeweils einem Paramount Chief als Vorsitzenden)
- Polynesien (u. a. auf Wallis und Futuna).
- Sambia (288 Chiefdoms die 94 % des Landes unter sich aufteilen, Stand Ende 2018)[8]

Historisch war es auch auf Hawaii verbreitet.

## Paramount Chief
Der Paramount Chief ist der Herrschertitel innerhalb eines Chiefdom. Er findet sich heute (Stand 2022) vor allem noch in Afrika, aber auch in Südostasien und der Südsee.